# Pietro Marsetti
Pietro Agustín Marsetti Morales (Mérida, 21 novembre 1964) è un ex calciatore ecuadoriano, di ruolo jolly.
È citato anche come Marzetti.